# 울진 지씨
울진 지씨(蔚珍 池氏)는 경상북도 울진군을 본관으로 하는 한국의 성씨이다. 도시조 지서룡(池瑞龍)은 조선에서 호조참판(戶曹參判)을 지냈으며, 그의 후손 지정익(池廷翊) 또한 조선의 호조참판을 지냈다.

## 참고 자료
- “울진지씨(蔚珍池氏)”. 뿌리를 찾아서.[깨진 링크(과거 내용 찾기)]